# Azura (figura bíblica)
Azura fue una hija de Adán y Eva, que también fue esposa (y hermana) de Set según el Libro de los Jubileos, en el capítulo 4.